# 아오이이케

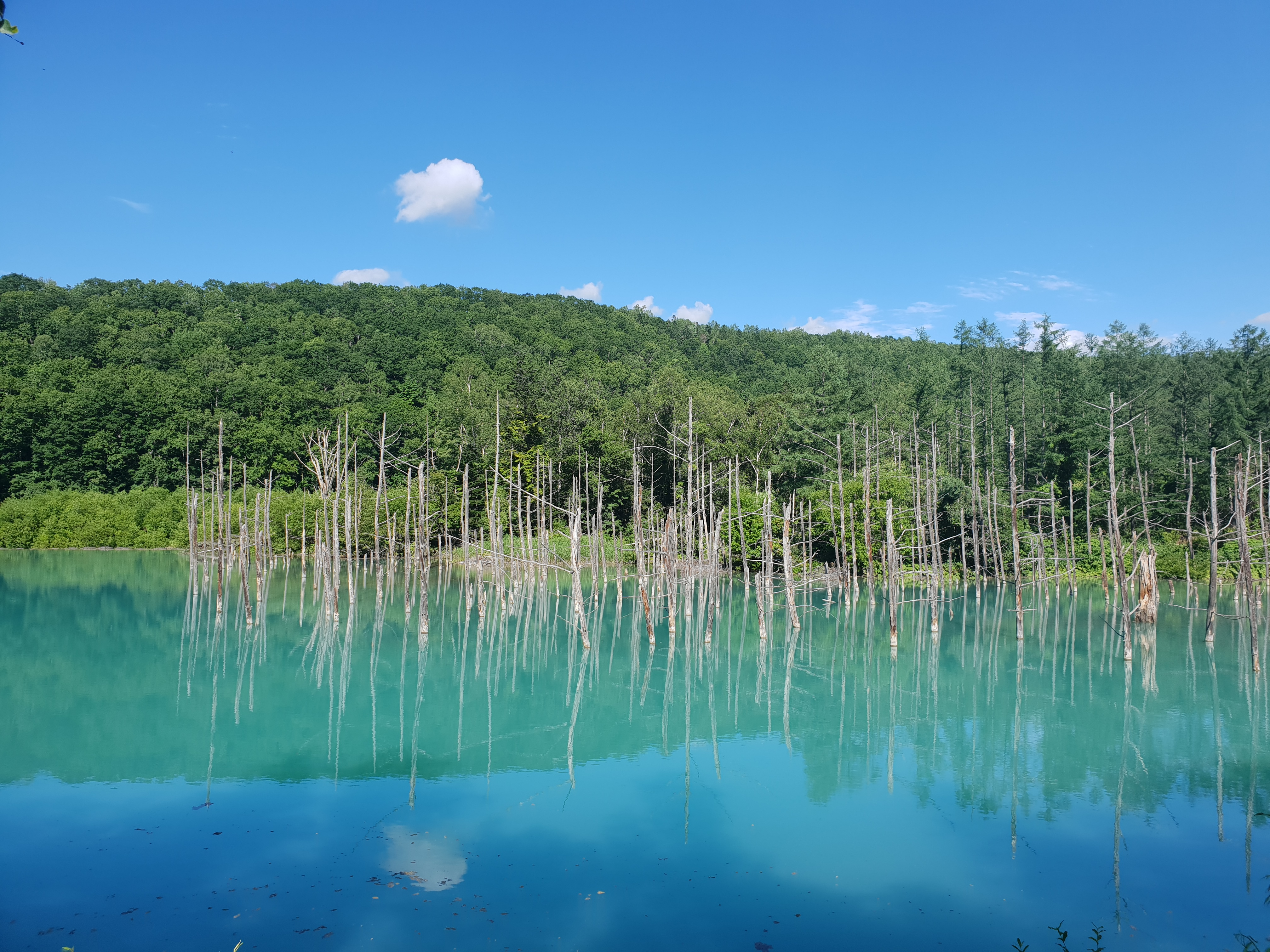
아오이이케

아오이이케(일본어: 青い池)는 일본 홋카이도 가미카와군 비에이정에 있는 인공 연못이다. 아오이이케는 비에이 남동부, 비에이 강 좌안의 해발 약 500 미터에 위치해 있으며, 도카치다케의 산기슭에 솟는 시로가네 온천에서 약 2.5 킬로미터 북서쪽으로 떨어진 지점에 있다. 연못의 색깔이 파란 이유는 물 속에 콜로이드성 수산화 알루미늄이 있기 때문이다.

## 발견
가미후라노에 사는 타카하시 마스미라는 사진가가 이 곳을 처음 발견했다. 타카하시 마스미는 1998년 사진집 『blueriver』를 출판했다.

## 기타
- 2012년 7월에 발매된 OS X 마운틴 라이언의 15개의 배경 중 하나로 아오이이케의 사진이 쓰였다. 이 사진은 애플의 iOS 7, iOS 8에서 쓰였다.

## 사진

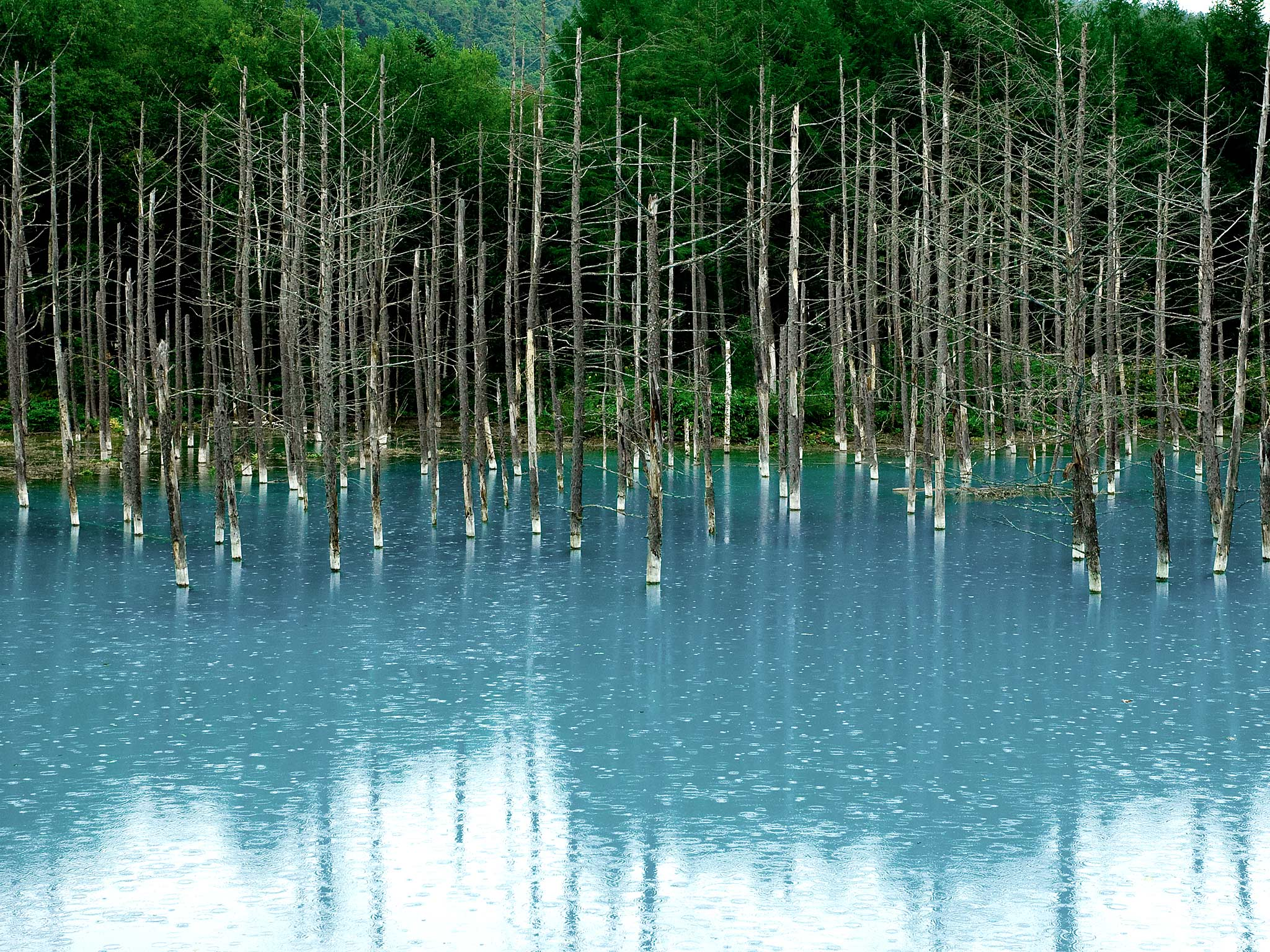
가을의 아오이이케
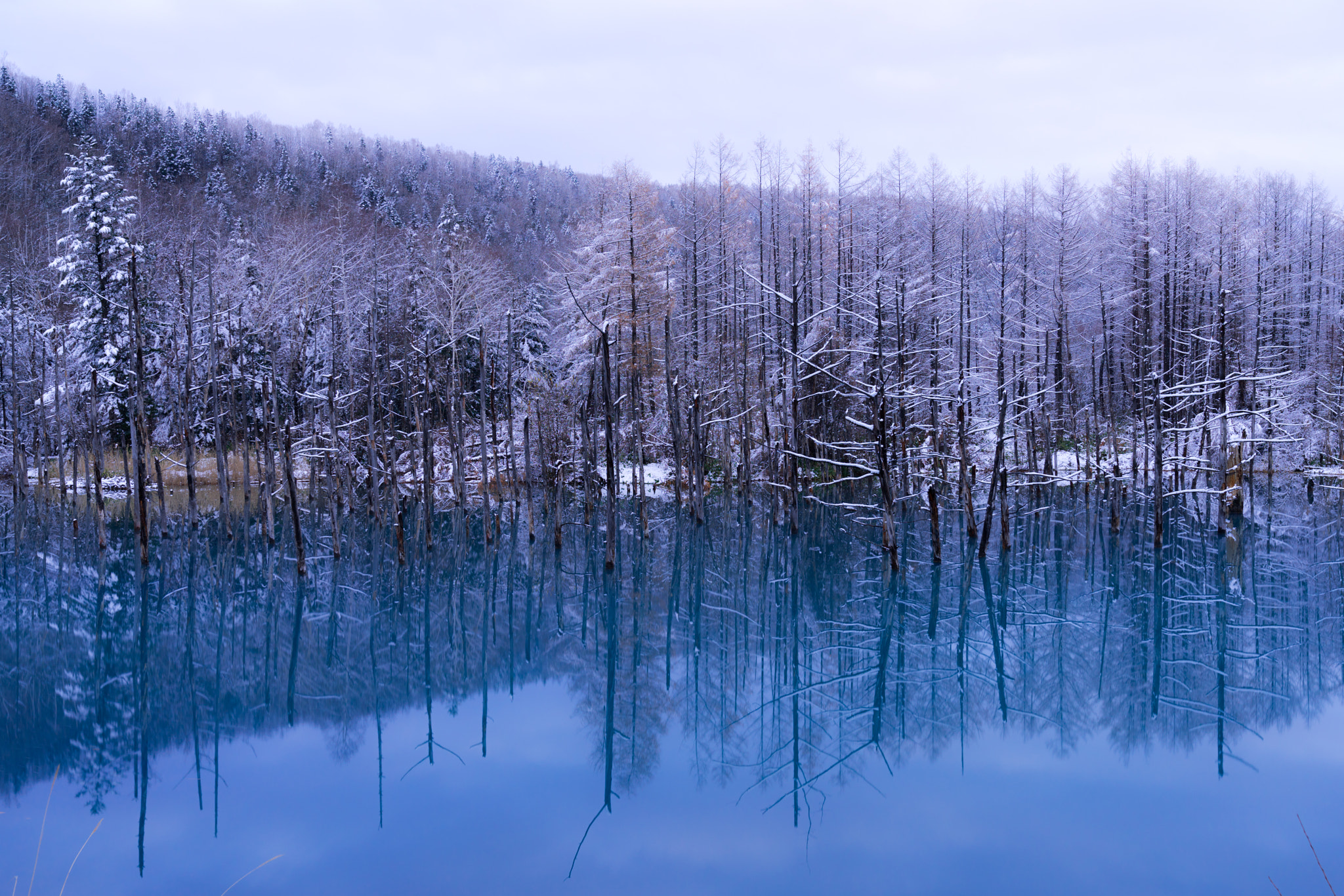
겨울의 아오이이케